# Dolichopus myosotus
Dolichopus myosotus är en tvåvingeart som beskrevs av Osten Sacken 1887. Dolichopus myosotus ingår i släktet Dolichopus och familjen styltflugor. Inga underarter finns listade i Catalogue of Life.